# Álvaro Rubio
Álvaro Rubio Robres est un ancien footballeur espagnol né le 18 avril 1979 à Logroño, qui évoluait au poste de milieu défensif. Il est l'actuel entraîneur du Real Valladolid par intérim.

## Palmarès

### Club
Néant

### Équipe nationale
- Espagne
  - 1999 : Champion du monde des moins de 20 ans